# Cantone di Le Sud-Grésivaudan
Il Cantone di Le Sud-Grésivaudan è una divisione amministrativa dell'Arrondissement di Grenoble.
È stato costituito a seguito della riforma approvata con decreto del 18 febbraio 2014, che ha avuto attuazione dopo le elezioni dipartimentali del 2015.

## Composizione
Comprendeva inizialmente 45 comuni, ridottisi poi a 44 dal 1º gennaio 2016 per effetto della fusione di Dionay con Saint-Antoine-l'Abbaye.:
- L'Albenc
- Auberives-en-Royans
- Beaulieu
- Beauvoir-en-Royans
- Bessins
- Chantesse
- Chasselay
- Châtelus
- Chatte
- Chevrières
- Choranche
- Cognin-les-Gorges
- Cras
- Izeron
- Malleval-en-Vercors
- Montagne
- Morette
- Murinais
- Notre-Dame-de-l'Osier
- Pont-en-Royans
- Presles
- Quincieu
- Rencurel
- La Rivière
- Rovon
- Saint-André-en-Royans
- Saint-Antoine-l'Abbaye
- Saint-Appolinard
- Saint-Bonnet-de-Chavagne
- Saint-Gervais
- Saint-Hilaire-du-Rosier
- Saint-Just-de-Claix
- Saint-Lattier
- Saint-Marcellin
- Saint-Pierre-de-Chérennes
- Saint-Romans
- Saint-Sauveur
- Saint-Vérand
- Serre-Nerpol
- La Sône
- Têche
- Varacieux
- Vatilieu
- Vinay